# Савичев, Юрий Николаевич
Ю́рий Никола́евич Са́вичев (род. 13 февраля 1965, Москва) — советский футболист, нападающий. Обладатель золотой медали Олимпиады 1988 года. Забил победный гол в финальном матче Олимпийских игр против сборной Бразилии. Мастер спорта СССР (1986), заслуженный мастер спорта СССР (29.03.1989).

## Клубная карьера

### «Торпедо» Москва
Родители работали на заводе имени Орджоникидзе: мать — крановщицей, а отец — начальником охраны. У него есть брат-близнец Николай и старшая сестра. Братья с детства увлекались футболом, и в юном возрасте их заметил тренер столичного «Союза» Анатолий Фёдорович Брагин. В составе «Союза» они несколько раз становились победителями первенства Москвы и в 17 лет они присоединились к ФШМ, хотя тренеры «Торпедо» Владимир Юрин и Валерий Филатов уже тогда хотели видеть игроков в составе «черно-белых». Свою роль здесь сыграл Сергей Егорович Рожков, убедивший Николая и Юрия повременить с переходом во взрослый футбол и для начала набраться опыта. Отыграв год во Второй лиге, братья всё же были приглашены в автозаводской клуб. Также они были зачислены во ВТУЗ при заводе ЗИЛ. По их словам, совмещать тренировки и учёбу было непросто, и позже Савичевых при содействии Филатова перевели в Малаховский институт физической культуры.
Дебютировал за основной состав «Торпедо» в 1985 году, до этого выступая только за дубль. Наставник «чёрно-белых» Валентин Иванов поначалу выпускал его на позицию крайнего полузащитника. В первом для себя розыгрыше чемпионата СССР Савичев провёл 12 матчей и не забил ни одного гола. В ходе подготовки к следующему сезона Иванов из-за травм нападающих решил попробовать Юрия в этой роли, и тот неплохо проявил себя, отличившись результативными ударами в нескольких товарищеских встречах, что сподвигло тренера и впредь использовать игрока в этом амплуа. Сезон 1986 стал прорывным для игрока: он стал одним из лидеров «чёрно-белых» и вошёл в число лучших бомбардиров Высшей лиги, благодаря чему получил вызов в молодежную и олимпийскую сборные Советского союза. 2 апреля 1986 года он впервые забил в официальном матче, огорчив одесский «Черноморец» в четвертьфинале Кубка СССР. 27 апреля Савичев забил дебютный гол за «автозаводцев» в чемпионате, открыв счёт в поединке с «Днепром». 2 мая футболист вышел на поле в финале Кубка, в котором «Торпедо» одержало победу с минимальным счётом. 10 мая он оформил дубль в гостевом матче с «Кайратом», закончившемся со счётом 3:0 — третий гол записал в свой актив брат Юрия Николай. 25 мая Савичев оформил хет-трик в ворота минского «Динамо», а 16 июля его гол принёс команде ничью в игре с «Динамо» из Киева. Осенью братья Савичевы стали героями второго раунда Кубка обладателей кубков, где «автозаводцам» противостоял немецкий «Штутгарт». В первом матче в Москве, завершившемся со счётом 2:0, они записали на свой счёт по голу, а в ответном поединке оба оформили дубль и помогли клубу одержать победу 5:3. В чемпионате «Торпедо» заняло девятое место. В гонке бомбардиров Савичев разделил шестое место с Алексеем Михайличенко и Игорем Петровым (12 забитых мячей).
В сезоне высшей лиги 1987 года Савичев забил 10 мячей в 30 матчах, а «Торпедо» заняло четвертое место. В следующем году он провёл всего 17 встреч, так как в начале первенства пропустил некоторое время из-за травмы, а осенью в составе олимпийской сборной готовился к турниру в Сеуле. 7 июля, в первом же матче после восстановления от повреждения, Савичев забил победный гол в ворота тбилисского «Динамо». На Олимпийских играх футболист забил гол, принесший команде СССР золотые медали. По возвращении из Сеула Савичев демонстрировал высокую результативность и внёс весомый вклад в результаты «автозаводцев», которые по итогам сезона завоевали бронзовые медали. Так, он отметился дублем в первой же встрече после Олимпиады, в которой «Торпедо» противостоял «Спартак».
В 1989 году Юрий Савичев с 11 мячами снова стал одним из лучших бомбардиров чемпионата страны, а в апреле был признан футболистом месяца по версии читателей газеты «Советский спорт». Также он забил 3 гола в розыгрыше Кубка обладателей кубков: по одному — в домашнем и гостевом матчах с «Корк Сити» и в домашнем поединке против «Грассхоппера». «Торпедо» вышло в финалкубка СССР 1988/1989, где при спорном судействе уступило «Днепру». В начале сезона 1990 главный тренер «Торпедо» Валентин Иванов сказал Савичеву, что к нему проявляет интерес греческий «Олимпиакос» и при желании тот может перейти туда. Для игрока такая новость стала неожиданной, так как ранее тренер давал ему понять, что не отпустит его в другую команду. За «Торпедо» Савичев выступал до сентября. Всего в составе «чёрно-белых» он отыграл 6 сезонов, проведя за клуб 158 матча во всех турнирах (без учета Кубка Федерации футбола СССР) и забив в них 58 голов.

### «Олимпиакос»
Контракт Савичева с пирейским клубом был рассчитан на 5 лет. Тренером клуба в тот период являлся Олег Блохин, а в составе находились Олег Протасов и Геннадий Литовченко. Их вместе с Савичевым в Греции прозвали «советскими МИГами». За новый клуб футболист дебютировал 23 сентября 1990 года в матче против «Левадиакоса», а в следующем туре забил свой первый гол — в ворота «Пансерраикоса». Освоиться в команде Савичеву, по его словам, помогло то, что Блохин в работе использовал отечественные методики. В интервью он также отмечал, что с переходом в греческий чемпионат стал получать больше желтых карточек из-за присущего местным коллективам жесткого стиля игры с опорой на физическую подготовку. Сезон Савичев начал хорошо, часто отличаясь забитыми голами, но после в его выступлениях наметился спад, совпавший с хорошей формой у Никоса Анастопулоса, и он выпал из стартового состава. Также Блохин иногда использовал Савичева на позиции под нападающими, выдвигая вперед Анастопулоса и Протасова. К концу чемпионата дела у Юрия наладились: он отметился голом в матче против АЕКа 19 мая 1991 года и оформил дубль в заключительном туре, где соперником «Олимпиакоса» был «Арис». Всего по ходу розыгрыша он записал на свой счёт 10 мячей. По итогам сезона «красно-белые» заняли второе место в лиге, хотя по ходу турнира претендовали на титул. Савичев говорил, что на команде сильно отразилось снятие очков за беспорядки болельщиков и последовавшее наказание в виде переноса домашних матчей на нейтральные поля.
Начало сезона 1991/92 у Юрия также удалось: он забил в кубковой встрече против «Илисиакосом» и в играх чемпионата против «Пиерикоса», «Панахаики» (дважды), «Пансерраикоса» и ПАОКа. Тогда же у клуба стали возникать финансовые проблемы (президент клуба Аргирис Саляралис был заключен под стражу за махинации), и Савичеву стали задерживать зарплату. Выяснилось также, что греческий клуб не погасил задолженность перед «Торпедо» за трансфер игрока. Савичев и другие члены команды даже бойкотировали несколько матчей, но это не повлияло на положение дел, и часть суммы «Олимпиакос» (20–30 тысяч долларов) не выплатил Юрию и после его отъезда из Греции. 29 апреля 1992 года Савичев оформил дубль в полуфинале Кубка Греции, в котором пирейцам противостоял «Атромитос». «Олимпиакос» вышел в финал, где одержал победу над ПАОКом и завоевал титул. По окончании сезона Савичев принял решение покинуть клуб из-за нестабильной ситуации с выплатами. За «Олимпиакос» в чемпионате Греции Савичев провёл 46 матчей и забил 16 голов.

### «Саарбрюккен» и «Санкт-Паули»
В июле 1992 года при содействии своего агента Савичев перешёл в клуб немецкой Бундеслиги «Саарбрюккен». Дебютировал за новый клуб он 14 августа в игре против леверкузенского «Байера», а первый гол забил 2 сентября в матче против «Байер 05» из Юрдингена. По итогам сезона команда выбыла из высшей лиги чемпионата Германии. Савичев за 34 встречи отличился 8 мячами. В розыгрыше Второй Бундеслиги 1993/94 за 35 матчей забил 12 голов. Летом 1994 года у него закончился контракт с «Саарбрюккеном», и несмотря на взаимное соглашение о продлении соглашения, клуб из-за финансовых трудностей был вынужден продать россиянина в «Санкт-Паули», также выступавший во второй по уровню немецкой лиге, за 500 тысяч марок. За «Саарбрюккен» Савичев в общей сложности провёл 74 матча и забил 24 гола в матчах лиги и Кубка Германии.
Сезон 1994/95 сложился удачно для команды Савичева: «Санкт-Паули» по его итогам вышел в Бундеслигу и добрался до четвертьфинала Кубка. Савичев также демонстрировал хорошую игру, несколько раз попадал в символические сборные туров. Он сыграл первый матч за клуб 20 августа, а 16 сентября во встрече против «Лейпцига» открыл счёт своим голам за гамбургский коллектив. 9 октября он забил гол в ворота своего бывшего клуба — «Саарбрюккена», а «Санкт-Паули» выиграл 2:1. 21 октября его мяч принёс команде победу в поединке против «Ганновера», а 25 октября Савичев опять огорчил «Саарбрюккен», на этот раз оформив дубль в матче с ними в рамках Кубка Германии. В последнем матче сезона против «Хомбурга» (5:0) Савичев открыл счёт. Как вспоминал сам футболист, болельщики, радовавшиеся повышению в классе, выбежали на поле ещё до финального свистка и сорвали с него игровую майку. Савичев забил 10 голов в 31 матче Второй Бундеслиги и 4 гола в 3 кубковых матчах.
Савичев забил мяч уже в стартовом туре Бундеслиги в игре против «Мюнхен 1860». В 6-м туре он оформил дубль в матче против менхенгладбахской «Боруссии». Всего за сезон Савичев забил 6 голов в 20 встречах. В следующем розыгрыше чемпионата Германии россиянин из-за травмы провёл всего три матча, а «Санкт-Паули» по его итогам выбыл обратно во второй дивизион. Сезон 1997/98 Савичев начал успешно для себя: он демонстрировал высокою результативность и был лидером команды на поле. Осенью продлил контракт с клубом на 2 года. Однако повреждения опять заставили футболиста пропустить существенное количество матчей. Тем не менее, он сумел забить забить 8 голов во Второй Бундеслиге. В первой части сезона 1998/99 Савичев провёл 9 матчей и забил 2 гола, а затем весь 1999 год восстанавливался от травмы. Также он полностью пропустил и следующий сезон, после чего ушёл из команды. За «Санкт-Паули» Савичев провёл 95 матчей и забил 35 голов.

## Карьера в сборной

### Олимпийская сборная
В 1986 году после ярких выступлений за «Торпедо» Анатолий Бышовец пригласил Савичева в олимпийскую сборную СССР. В отборочном турнире он провёл за команду 4 матча и забил 1 гол. В игре с Турцией он получил перелом ноги. Также футболист в составе сборной принимал участие в Кубке Неру в Индии. Перед Олимпиадой у игрока также была травма, и помощник Бышовца Гаджи Гаджиев провёл много времени, занимаясь с Савичевым по индивидуальной программе. В составе национальной команды Юрий Савичев поехал в Сеул без брата, хотя Николай тоже был одним из претендентов на попадание в заявку. На Играх он провёл 3 матча на групповом этапе и два — в плей-офф. В полуфинальном матче против Италии Савичев вышел на замену при счёте 1:2 в пользу соперников и своими действиями помог переломить ход встречи. Именно он отдал голевой пас на Игоря Добровольского, сравнявшего счёт. В дополнительное время советские футболисты забили ещё один гол и вышли в финал. В финале против Бразилии Савичев также вышел на замену и в дополнительное время забил победный гол, обыграв защитника и перебросив вратаря Таффарела. Этот гол Савичев называл самым ярким моментом в карьере. Футбольной общественности запомнилась и фраза «Ну, Савичев, убегай, забивай! Я тебя умоляю!, которую, комментируя эпизод, произнес Владимир Маслаченко.

### Основная сборная
Савичев провёл 8 матчей в составе основной сборной СССР (во всех он выходил на замену). Дебютировал за сборную он 19 октября 1988 года в матче отборочного турнира к чемпионату мира 1990 против Австрии. Главный тренер сборной Валерий Лобановский вызывал его для участия в тренировочном сборе перед финальной частью турнира, но в заявку не включил.
Несмотря на то, что в 1990 году основную сборную возглавил Бышовец, формировавший состав вокруг победителей Олимпиады-1988, Савичев в команду не приглашался. Тренер объяснял это невысоким уровнем чемпионата Греции, где тогда выступал Савичев.
Также Савичев сыграл в прощальном матче Олега Блохина за сборную СССР против «Звёзд мира», который завершился ничьей 3:3.

## Достижения

### Командные
- Обладатель Кубка СССР 1986 года.
- Бронзовый призёр чемпионата СССР 1988 года.
- Олимпийский чемпион 1988 года.
- Обладатель Кубка Греции 1992 года.

### Личные
- В список 33 лучших футболистов чемпионата СССР: № 2 — 1986, 1988; № 3 — 1987.
- Кавалер ордена Почёта (1989).

## Личная жизнь
Брат-близнец Николай — также футболист. Жена Елена, сын Юрий.
После завершения карьеры Савичев остался в Германии, получил тренерскую лицензию «А» и работал помощником в клубах низших немецких лиг, филиале академии «Реала», а также функционером в русскоязычной команде «Атлантик-97». Впоследствии Савичев принял решение отойти от футбольной деятельности, обучился на медтехника и устроился в местную клинику.